# 門前町 (瀬戸市)
門前町（もんぜんちょう）は、愛知県瀬戸市東名連区の町名。丁番を持たない単独町名である。

## 地理
- 瀬戸市の東部に位置する[8]。西を塩草町、北を鐘場町・惣作町、東を巡間町・上山路町、南を山路町・西山路町と隣接している[8]。
- 猿投山西北麓地帯で山林と一部に水田がある[8]。
- 惣作町境に窯業原料採土場跡の巨大な摺󠄀鉢池がみられたが、現在は埋め立てられている[8]。

### 河川
- 赤津川[8] ： 町の西端、塩草町との境界付近を南流している。
- 門前川（赤津川支流） ： 町の西部を南西に流れ、赤津川に注ぎ込んでいる。
- 東山路川（赤津川支流） ： 町の南端、山路町・西山路町との境界付近を西流している。

- 赤津川（門前町内）
- 東山路川（門前町・西山路町境）

### 学区
市立小・中学校に通う場合、学区は以下の通りとなる。また、公立高等学校普通科に通う場合の学区は以下の通りとなる。
| 番・番地等 | 小学校                 | 中学校                 | 高等学校 |
| ---------- | ---------------------- | ---------------------- | -------- |
| 全域       | 瀬戸市立にじの丘小学校 | 瀬戸市立にじの丘中学校 | 尾張学区 |

## 歴史

### 町名の由来
1464年（寛政5年）頃、今村城主松原下総守広長公がこの辺りに出城を築いた。この城の門前に町ができたところから門前町になったと言われる。

### 沿革
- 江戸時代の村絵図では、赤津川左岸に「シミス（清水）、トチノキ、ソリミヤケ、定引井戸尻」の地名が記されていた[12]。
- 1943年（昭和18年）8月9日 - 瀬戸市大字赤津字門前・辻屋戸の各全域により、同市門前町として成立[2]。

## 世帯数と人口
2025年（令和7年）3月1日現在の世帯数と人口は以下の通りである。
| 町丁   | 世帯数 | 人口 |
| ------ | ------ | ---- |
| 門前町 | 1世帯  | 4人  |

### 人口の変遷
国勢調査による人口の推移
| 1995年（平成7年）  | 0人 | [ 13 ]            |  |
| 2000年（平成12年） | 3人 | [ 14 ]            |  |
| 2005年（平成17年） | 2人 | [ 15 ]            |  |
| 2010年（平成22年） | 2人 | [ 16 ]            |  |
| 2015年（平成27年） | 2人 | [ 17 ]            |  |
| 2020年（令和2年）  | 0人 | [ 18 ] [ 注釈 2 ] |  |

### 世帯数の変遷
国勢調査による世帯数の推移。
| 1995年（平成7年）  | 0世帯 | [ 13 ]            |  |
| 2000年（平成12年） | 1世帯 | [ 14 ]            |  |
| 2005年（平成17年） | 1世帯 | [ 15 ]            |  |
| 2010年（平成22年） | 1世帯 | [ 16 ]            |  |
| 2015年（平成27年） | 1世帯 | [ 17 ]            |  |
| 2020年（令和2年）  | 0世帯 | [ 18 ] [ 注釈 2 ] |  |

## 交通

### 鉄道
町内に鉄道は走っていない。最寄り駅は名鉄瀬戸線尾張瀬戸駅になる。

### バス
町内にバスは走っていない。最寄りのバス停は、名鉄バス「東山線」【11】【12】系統の万徳寺前バス停になる。

### 道路
- 国道248号（瀬戸東バイパス） ： 町の西端部を南北に走っている[注釈 3]。
- 東海環状自動車道 ： 町の東端部を南北に走っている[注釈 4]。

## 施設
- 宗林寺 ： 大正末期に日蓮宗身延総本山から布教所を開設したのが始まりで、その後龍現院日雨上人が身延山の末寺を移転して建立された[19]。

- 宗林寺

## その他

### 日本郵便
- 郵便番号 : 489-0844[6]（集配局：瀬戸郵便局[20]）。